# Billy Milligan
William Stanley Milligan (* 14. Februar 1955 in Miami, Florida; † 12. Dezember 2014 in Columbus, Ohio) war ein amerikanischer Staatsbürger, der in den späten 1970er Jahren Gegenstand eines vielbeachteten Gerichtsverfahrens in Ohio war. 

## Leben
Milligan wurde 1955 in Florida geboren. Als er vier Jahre alt war, nahm sich sein Vater das Leben, woraufhin seine Mutter mit ihm und den beiden Geschwistern nach Ohio zog. Dort heiratete sie Chalmer Milligan. Dieser misshandelte und vernachlässigte Ehefrau und Kinder.
Milligan starb am 12. Dezember 2014 in einem Pflegeheim in Columbus, Ohio im Alter von 59 Jahren an Krebs.

## Straftaten und dissoziative Identitätsstörung
1975 wurde Milligan das erste Mal wegen Vergewaltigung und eines bewaffneten Überfalls inhaftiert. 1977 wurde er auf Bewährung entlassen.
Schon kurze Zeit später, ebenfalls 1977, wurde er wegen dreier Vergewaltigungen auf dem Campus der Ohio State University verhaftet.
Im Zuge der Vorbereitung auf den Prozess gegen Milligan diagnostizierten Spezialisten eine dissoziative Identitätsstörung sowie eine Schizophrenie. Psychologen diagnostizierten zehn Persönlichkeiten, später 14 weitere. So habe bspw. Ragen überfallen, Adalana vergewaltigt.
Milligans Verteidiger plädierten auf Unzurechnungsfähigkeit aufgrund seiner Persönlichkeitsstörung, wodurch sein Fall als Präzedenzfall gilt.
Er war die erste Person, bei der eine dissoziative Identitätsstörung diagnostiziert wurde und die eine solche Verteidigung vorbrachte, und die erste, die aus diesem Grund von einem schweren Verbrechen freigesprochen wurde.
Aufgrund der schweren Misshandlungen sowie des sexuellen Missbrauchs durch den Stiefvater entwickelte Milligan offenbar schon früh eine Persönlichkeitsstörung. Seine Familie bestätigte, dass er schon immer auffällig war, sodass sich seine Persönlichkeit aufspaltete.
Die einzelnen Persönlichkeiten waren im Bewusstsein Milligans isoliert voneinander und wussten demnach kaum etwas über Handlungen der anderen Persönlichkeiten.
1986 floh er aus der Psychiatrie des Central Ohio Hospital und lebte unter dem Pseudonym Christopher Carr in Bellingham, Washington. In dieser Zeit verschwand sein Nachbar Michael Madden, er wird verdächtig diesen ermordet zu haben, da er nach dessen Verschwinden Rentenschecks eingelöst und dessen Auto verkauft hat.
Bis 1988 wurde Milligan in Gefängnissen und psychiatrischen Anstalten behandelt. Im gleichen Jahr starb auch Milligans Stiefvater im Alter von 61 Jahren. Wo er anschließend lebte und was bis zu seinem Tod im Jahr 2014 geschah, ist größtenteils unbekannt. Er lebte einige Zeit in Kalifornien und kehrte nach Columbus zurück, wo ihm seine Schwester ein Mobile Home kaufte und er als Maler lebte.

## Mediale Rezeption
Der Film Split aus dem Jahr 2016 basiert lose auf Milligans Leben.
Netflix veröffentlichte 2021 die dokumentarische Miniserie Monsters Inside: Die 24 Gesichter des Billy Milligan unter der Regie von Olivier Megaton.
Auf Apple TV+ erschien 2023 die Serie The Crowded Room, die lose an Milligans Leben angelehnt ist. Tom Holland spielt darin einen jungen Mann namens Danny mit mehreren Persönlichkeiten, sechs davon werden innerhalb der Serie vorgestellt.